# باشگاه بسکتبال تال‌تک
باشگاه بسکتبال تال‌تک (استونیایی: TalTech Basketball) یک باشگاه بسکتبال در تالین، استونی است که در سال ۱۹۵۱ تأسیس شده‌است. این باشگاه متعلق به دانشگاه صنعتی تالین است.